# Adorjás
Adorjás es un pueblo ubicado en el condado de Baranya, Hungría. Esta pequeña localidad está ubicada en el sur del país cerca de la frontera con Croacia.

## Superficie
Posee una superficie de 8,10 kilómetros cuadrados.

## Demografía
Hasta 2021 la población era de 174 habitantes, con una densidad de población de 21,48 habitantes por kilómetro cuadrado.